# Bassar
Bassar è una città del Togo settentrionale, capoluogo della prefettura omonima. Ha una popolazione di 64 888 abitanti, ed è stata in passato uno dei massimi centre di produzione e lavorazione di ferro e acciaio dell'Africa Occidentale.